# Cryptocarya teysmanniana
Cryptocarya teysmanniana är en lagerväxtart som beskrevs av Friedrich Anton Wilhelm Miquel. Cryptocarya teysmanniana ingår i släktet Cryptocarya och familjen lagerväxter. Inga underarter finns listade i Catalogue of Life.